# Parasyrisca otmek
Parasyrisca otmek Ovtsharenko, Platnick & Marusik, 1995 è un ragno appartenente alla famiglia Gnaphosidae.

## Etimologia
Il nome della specie deriva dalla località di rinvenimento degli esemplari: il passo Otmek, nel territorio del Kirghizistan settentrionale.

## Caratteristiche
L'olotipo femminile rinvenuto ha lunghezza totale è di 8,25mm; la lunghezza del cefalotorace è di 3,75mm; e la larghezza è di 2,85mm.

## Distribuzione
La specie è stata reperita in Kirghizistan settentrionale: l'olotipo femminile è stato rinvenuto sul passo Otmek, appartenente alla regione di Talas.

## Tassonomia
Al 2015 non sono note sottospecie e dal 1995 non sono stati esaminati nuovi esemplari.